# キャプテン・ジャック
キャプテン・ジャック (CAPTAIN JACK) は男性ボーカルと女性ボーカルの二人からなるドイツの音楽グループである。

## メンバー
ラッパー
- Sharky (Sharky Durban、1995年Liza Da Costaと共にグループ結成 - 1996年脱退。)
- フランキー・ジー（Franky Gee、1962年2月19日 - 2005年10月21日）1996年 - 2005年　死去の為、活動休止。キューバ人の男性でアメリカ軍経験者。軍服を着たパフォーマンスと低い声のラップが特徴。ライブ活動先のスペインで脳内出血のため死去。43歳。
- Bruce Lacy 2008年 - 現在、キャプテン・ジャックが活動を再開した2008年より、フランキー・ジーに代わるラッパーとして加入。

ボーカリスト
- リザ・ダ・コスタ（Liza Da Costa）1995年、Sharnkyと共にグループ結成 - 1998年12月脱退、以後ソロ活動を始める）
- Maria Lucia Lozanes（1999年1月加入 - 2000年3月脱退)　(通称Maloy)
- Ilka-Anna-Antonia Traue （2000年加入 - 2005年脱退)　(通称Illi Love）
- Sunny 2005年加入、フランキー・ジーの死去の為、活動休止。)
- Nadja Biereth(2008年に、Bruce Lacyと。 - 2009年脱退。)　(通称Jamie Lee)
- Laura Martin(2010年加入 - 現在)

## 来歴
軍隊の行進曲をモチーフにしたアッパーな曲を中心に主にドイツなど欧州で人気を博し、結成してからフランキー・ジーが死去するまで10年ほどの間に、アルバムとシングルで700万枚以上を売り上げた。
日本ではE-Roticなどと並んで東芝EMIのダンスコンピレーションアルバムDancemaniaの主要アーティストとしても知られている。
1999年と2001年の2回来日したことがあり、1999年にはDDRのパフォーマンス大会「Dance Dance Revolution King Of FreestyleDancers」のゲストとして出演。2001年に来日したときにはプロレス団体FMWに参戦し、軍隊経験のあるフランキー・ジーが冬木弘道と対戦したものの、冬木スペシャルに敗れた。

## 主な曲
(※印は音楽ゲーム「Dance Dance Revolution」収録曲。※印の後ろの単語はヴァージョンを表す。）
- CAPTAIN JACK（1995年）（※Grandle Remixが3rdMIXに収録）
- DREAM A DREAM（1999年）- エドヴァルド・グリーグの劇音楽『ペール・ギュント』第一組曲『山の魔王の宮殿にて』を元にした楽曲。（※4thMIX、MIAMI BOOTY MIXがSolo2000に収録）
- TOGETHER AND FOREVER（1997年） - ミッキーマウス・マーチを元にアレンジを加えたカヴァー曲。（※Solo2000）
- DRILL INSTRUCTOR（1998年）（※C-Jah Happy MixがSolo2000に収録）
- FOLLOW ME（1998年）
- IN THE NAVY'99（1999年）（※XXL Disaster Remixが3rdMIXに収録）
- TAKE ME OUT TO THE BALLGAME
- GIVE IT UP
- HIHO  (2000年) - 白雪姫に登場したものを元にした楽曲(そちらでの表記は「Heigh-Ho」)
- DANCING POMPOKORIN - B.B.クィーンズのカヴァー曲。（※5thMIX）
- THE RACE（1998年）（※3rdMIX）
- LITTLE BOY（1996年）（※MAX2）
- MY GENERATION（1999年）（※5thMIX）
- ONLY YOU（※4thMIX）
- CENTERFOLD（2002年） - J・ガイルズ・バンドのカヴァー曲。（※SuperNOVA）